# Friedrich Anton von Heynitz

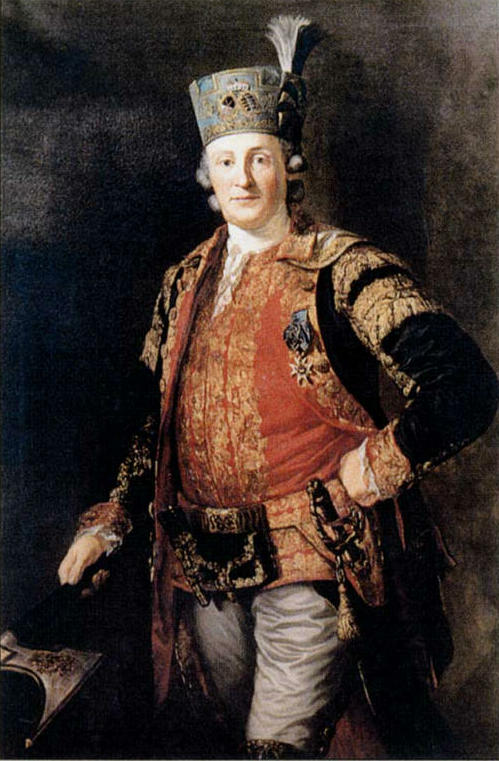
Friedrich Anton von Heynitz als Saksisch Generalbergkommissar, Schilderij uit 1772 van Anton Graff. De onderscheiding is het ridderkruis van de Militaire Orde van Sint-Hendrik

Friedrich Anton von Heynitz, ook wel Heinitz (14 mei 1725 in Dröschkau - 15 mei 1802 in Berlijn) was een Duits aristocraat en mijnbouwdeskundige. Hij was de oprichter van de mijnbouwschool, de "Bergakademie" in Freiberg en een belangrijk innovator van de mijn- en kolenindustrie.
Friedrich Anton von Heynitz was Saksisch "Oberbergkommissar" en werd op 4 september 1768 door de Saksische regent prins Xaver tot Opperschatbewaarder van de zojuist herstelde militaire Orde van Sint-Hendrik benoemd.